# Colo-Colo
Club Social y Deportivo Colo-Colo (phát âm [kolo ˈkolo]) là câu lạc bộ bóng đá Chile ở Macul, Santiago.